# Шураозень
Шураозе́нь (Шура-озень; кум. Шура-озен; в просторечии — Шуринка; до слияния с рекой Атлан-озень, носит название Эрпели-озень) — река, протекающая по территории Буйнакского, Кумторкалинского и Кировского районов (Махачкала) Дагестана. Длина реки — 80 км. Площадь водосборного бассейна — 1400 км².

## География
Берёт начало из родника северо-восточном склоне Гимринского хребта, и впадает в Каспийское море (у бывшего рыбного промысла Караман № 5).

## Гидрология
Река характеризуется паводочным режимом в тёплую часть года и зимней меженью. Наибольшие за год расходы воды обычно формируются при выпадении дождей. Летние дождевые паводки иногда носят катастрофический характер. Средний годовой расход — 1,40 м³/с, максимальный — 398 м³/с.

## Притоки
Единственный крупный приток — Атлан-озень. В низовье в реку периодически сбрасываются воды из канала Октябрьской революции и канала «Ахундовка».

## Изучение реки и водохозяйственное значение
Изучение реки производилось на гидрологическом посту Эрпели. Воды реки используются для орошения, а также водообеспечения города Буйнакск.

## Населённые пункты на реке
Город — Буйнакск; поселки — Тюбе, Шамхал; села — Эрпели, Халимбекаул, Коркмаскала, Шамхал-Термен.